# 다이세쓰산

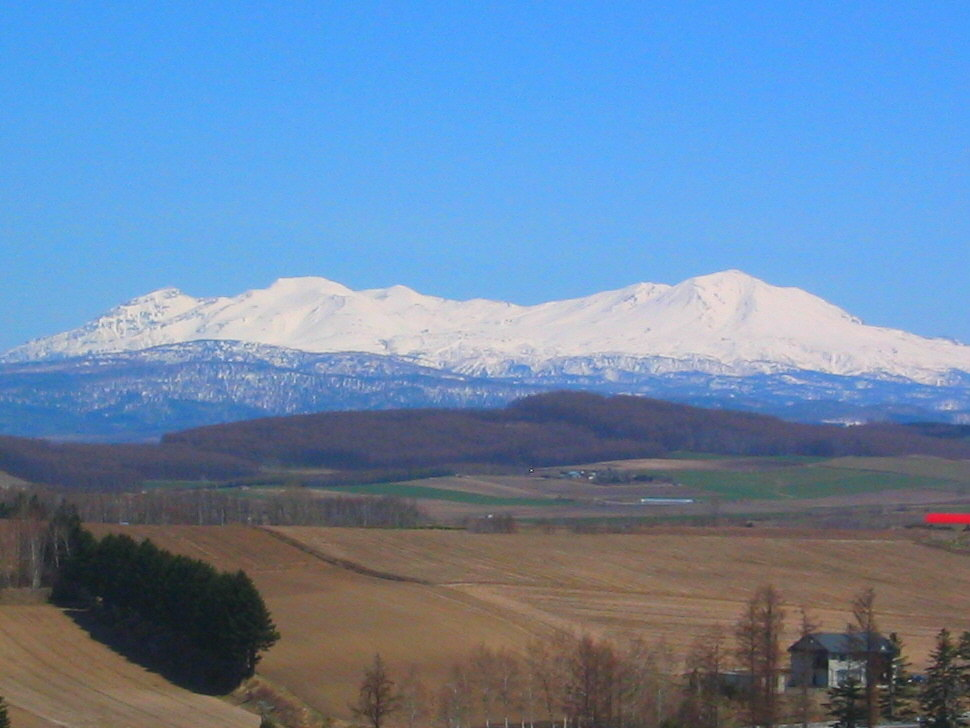
다이세쓰 산

다이세쓰산(일본어: 大雪山)은 일본 홋카이도에서 가장 높은 산이자 화산이다. 아사히다케 산, 홋카이 산, 나가야마 산, 나카 산 등 여러 화산 봉우리들로 구성되어있으며 주봉은 아사히다케 산이다. 지금도 여러 분기공을 통하여 화산 활동을 볼 수 있으며, 관광객들은 스키를 타거나 등산을 하러 이 산으로 온다. SOS 조난사건이 발생한 곳이기도 하다.

## 같이 보기
- 일본의 관광